# Клубоковская Выставка
Клубоковская Выставка — деревня в Вилегодском муниципальном округе Архангельской области.

## География
Находится в юго-восточной части Архангельской области, при автодороге А123, на расстоянии приблизительно 23 км на восток-северо-восток по прямой от административного центра района села Ильинско-Подомское на берегу речки Нарчуг недалеко от её устья.
На северо-западе на противоположном берегу реки Нарчуг находится деревня Клубоковская, на западе — деревня Пригодино.

## История
В 1859 году в казённой деревне Клобуковский Выставок (Клобуково) Сольвычегодского уезда Вологодской губернии при реке Виледи в 2 дворах проживало 7 мужчин и 9 женщин (16 человек). 
До 2020 года входила в состав Вилегодского сельского поселения до его упразднения.

## Население
| 2002 | 2010 | 2012 |
| ---- | ---- | ---- |
| 6    | ↘2   | ↗4   |

Численность населения: 16 человек (1859), 6 (русские 100 %) в 2002 году.